# Copa UC Sub-17 de 2009
El "Torneo Internacional UC Sub-17 2009" fue la séptima edición de este torneo y es un torneo de nivel Sub-17 organizado por el club chileno Universidad Católica en celebración de su 72° aniversario. Se disputó entre el 20 y 24 de enero del 2009 con la participación de ocho equipos: Chile, México, Estudiantes de la Plata, Universidad de Chile, Paraguay, Uruguay, Chivas de Guadalajara y Universidad Católica.

## Primera fase
Llamada fase de grupos, se disputó entre el 20 y 22 de enero.
Leyenda: Pts: Puntos; PJ: Partidos jugados; PG: Partidos ganados; PE: Partidos empatados; PP: Partidos perdidos; GF: Goles a favor; GC: Goles en contra; DIF: Diferencia de goles.

### Grupo A
| Equipo                  | Pts | PJ | PG | PE | PP | GF | GC | DG |
| ----------------------- | --- | -- | -- | -- | -- | -- | -- | -- |
| México                  | 9   | 3  | 3  | 0  | 0  | 7  | 1  | +6 |
| Chile                   | 4   | 3  | 1  | 1  | 1  | 7  | 4  | +3 |
| Estudiantes de la Plata | 4   | 3  | 1  | 1  | 1  | 3  | 3  | 0  |
| Universidad de Chile    | 0   | 3  | 0  | 0  | 3  | 0  | 9  | -9 |

| Fecha       | Lugar             | Local                | Resultado | Visitante               |
| ----------- | ----------------- | -------------------- | --------- | ----------------------- |
| 20 de enero | Santiago de Chile | Universidad de Chile | 0 - 1     | Estudiantes de la Plata |
| 20 de enero | Santiago de Chile | Chile                | 0 - 3     | México                  |
| 21 de enero | Santiago de Chile | Universidad de Chile | 0 - 2     | México                  |
| 21 de enero | Santiago de Chile | Chile                | 1 - 1     | Estudiantes de la Plata |
| 22 de enero | Santiago de Chile | México               | 2 - 1     | Estudiantes de la Plata |
| 22 de enero | Santiago de Chile | Chile                | 6 - 0     | Universidad de Chile    |

### Grupo B
| Equipo                | Pts | PJ | PG | PE | PP | GF | GC | DG |
| --------------------- | --- | -- | -- | -- | -- | -- | -- | -- |
| Universidad Católica  | 5   | 3  | 1  | 2  | 0  | 6  | 3  | +3 |
| Uruguay               | 5   | 3  | 1  | 2  | 0  | 3  | 2  | +1 |
| Paraguay              | 4   | 3  | 1  | 1  | 1  | 3  | 2  | 1  |
| Chivas de Guadalajara | 1   | 3  | 0  | 1  | 2  | 0  | 5  | -5 |

| Fecha       | Lugar             | Local                | Resultado | Visitante             |
| ----------- | ----------------- | -------------------- | --------- | --------------------- |
| 20 de enero | Santiago de Chile | Universidad Católica | 3 - 0     | Chivas de Guadalajara |
| 20 de enero | Santiago de Chile | Uruguay              | 1 - 0     | Paraguay              |
| 21 de enero | Santiago de Chile | Universidad Católica | 1 - 1     | Paraguay              |
| 21 de enero | Santiago de Chile | Uruguay              | 0 - 0     | Chivas de Guadalajara |
| 22 de enero | Santiago de Chile | Universidad Católica | 2 - 2     | Uruguay               |
| 22 de enero | Santiago de Chile | Paraguay             | 2 - 0     | Chivas de Guadalajara |

### Semifinales
A partir de aquí, los cuatro equipos clasificados en la primera fase, primero y segundo de cada grupo, disputaron una eliminatoria para decidir los dos equipos clasificados para la final.

#### Universidad Católica - Chile
| 23 de enero de 2009, | Universidad Católica | 0-4 (0-1) | Chile                                                     | Estadio San Carlos de Apoquindo, Santiago de Chile |  |
|                      |                      |           | Dittborn 29' · Contreras 40' · Villarroel 50' · Andía 65' |                                                    |  |

#### México - Uruguay
| 23 de enero de 2009, | México                 | 1-1 (0-1) (1-4 p.)         | Uruguay                                  | Estadio San Carlos de Apoquindo, Santiago de Chile |                                   |
|                      | Osuna 42'              |                            | Gallegos 5'                              | Árbitro(s): Ricardo Zúñiga Cossio                  | Árbitro(s): Ricardo Zúñiga Cossio |
|                      |                        | Tiros desde el punto penal |                                          |                                                    |                                   |
|                      | Ruiz · Galván · Campos |                            | De los Santos · Luna · Laureiro · Rivero |                                                    |                                   |

### Tercer lugar

#### Universidad Católica - México
| 24 de enero de 2009, | Universidad Católica | 1-0 (1-0) | México | Estadio San Carlos de Apoquindo, Santiago de Chile |  |
|                      | Luttecke 25'         |           |        |                                                    |  |

### Final

#### Chile - Uruguay
| 24 de enero de 2009 | Chile                                           | 0-0 (3-1 p.)               | Uruguay                                  | Estadio San Carlos de Apoquindo, Santiago de Chile |  |
|                     |                                                 | Tiros desde el punto penal |                                          |                                                    |  |
|                     | Gárate · Parra · Peña · Villarroel · Valenzuela |                            | De los Santos · Luna · Laureiro · Rivero |                                                    |  |

## Campeón
| Chile                   |
| Campeón Chile 1º título |